# Яремко Зенон Йосипович
Яремко Зенон Йосипович (нар. 15 березня 1948, Борислав) — інженер, підприємець, закінчив з золотою медаллю Бориславську СШ № 1 у 1966 році, з відзнакою Львівський політехнічний інститут 1973 року (кафедра «Прилади точної механіки»).

## Життєпис
Працював робітником, а також на інженерних, партійних, керівних посадах. Нагороджений медаллю «За доблесну працю» у квітні 1970 року. Був директором Бориславського фарфорового заводу у 1980—1984 роках — наймолодшим на той час серед керівників підприємств галузі в СРСР, першим директором Бориславського міського центру зайнятості у 1991—2000 роках, провадив підприємницьку діяльність протягом 2002—2015 років.
Займався стрільбою з лука, кандидат у Майстри спорту СРСР, вперше 24.11.1968 р. в Донецьку.
Цікавлячись історією свого міста, написав та видав три краєзнавчо-біографічні книжки:
- «Дороги і перехрестя», 176 стор., серпень 2016 р., видавництво «Аверс», Львів, ISBN 978-966-134-010-6,
- «Під небом Борислава», 308 стор., серпень 2017 р., видавництво «Аверс», Львів, ISBN 978-966-134-013-7,
- «Перехресні думки», 104 стор., січень 2018 р., видавництво «Аверс», Львів, ISBN 978-966-134-020-5.

| українська персоналія | Це незавершена стаття про особу, що має стосунок до України. Ви можете допомогти проєкту, виправивши або дописавши її. |